# Leon d'Oro
Leon d'Oro era un'azienda italiana di costruzioni meccaniche e di ricostruzione di rotabili ferroviari con sede a Marmirolo, in Provincia di Mantova, operante dal 1997 al 2006. Tra le sue produzioni, la Locomotiva D.752 di costruzione cecoslovacca ricostruita e adattata per alcune società ferroviarie italiane.
La Leon d'Oro aveva preso posto nel vecchio stabilimento della CIMA che aveva a lungo operato a Marmirolo occupandosi di manutenzione e revisione dei rotabili delle FS, dal 1945 ai primi anni novanta.
L'operatività della nuova azienda meccanica fu legata alla tratta ferroviaria Marmirolo-Sant'Antonio Mantovano della dismessa ferrovia Mantova-Peschiera riaperta a regime di manovra nel novembre 1998. Alla fine del 2005 il raccordo ferroviario venne dismesso anche in seguito all'inoperatività della ditta.

## Alcune produzioni e trasformazioni
- Locomotiva D.752
- Locomotiva D.753
- Locomotiva DE.520
- Locomotiva DB V 100[1]